# خداکشی یهودی
خداکشی یهودی (انگلیسی: Jewish deicide) این تصور است که یهودیان به عنوان یک مردم همیشه به‌طور مسئول جمعی به دلیل تصلیب عیسی، حتی در طول نسل‌های متوالی پس از مرگ او خواهند بود.
 توجیه کتاب مقدسی برای اتهام خودکشی یهودیان از متی 27:24–25. برخی از مقامات خاخام، مانند محقق قرن دوازدهم میمونید و اخیراً خاخام اسرائیلی افراطی ناسیونالیست، زوی یهودا کوک (۱۸۹۱-۱۹۸۲)، ادعا کرده اند که عیسی واقعاً پس از محکوم شدن به مرگ در دربار خاخام سنگسار و به دار آویخته شد.